# Arctosa sordulenta
Arctosa sordulenta är en spindelart som först beskrevs av Tord Tamerlan Teodor Thorell 1899.  Arctosa sordulenta ingår i släktet Arctosa och familjen vargspindlar.
Artens utbredningsområde är Kamerun. Inga underarter finns listade i Catalogue of Life.